# 三朝東郷湖県立自然公園
三朝東郷湖県立自然公園（みささとうごうこけんりつしぜんこうえん）とは、鳥取県中部にある鳥取県立の自然公園である。

## 概要
鳥取県中部の倉吉市、湯梨浜町、三朝町にまたがる自然公園で、1954年（昭和29年）に鳥取県では初の県立自然公園に指定された。その後、1964年（昭和39年）、1983年（昭和58年）、1994（平成6年）に指定範囲の変更がある。
指定範囲は平成7年の時点で15,067ヘクタールで、そのうちほぼ半分が三朝町の域内にある。公園を構成する主な景勝地は、東郷池、三徳山と小鹿渓、観光地としては三朝温泉、はわい温泉、東郷温泉、そのほか打吹山や羽衣石城跡などの史跡、倭文神社（伯耆国の一宮）などがある。

## 名所
太字は特別地域に指定され、特に保護されている地域。

### 山岳
- 三徳山（三朝町） - 奇岩と険峻な山容で、古来から山岳仏教の聖地とされてきた。北麓には三仏寺、南麓には小鹿渓がある。
- 鉢伏山（湯梨浜町） - 山頂から東郷池や日本海、大山を見渡す展望地。
- 大平山（倉吉市） - 東郷湖を見下ろす標高191メートルの山。頂上近くまで車で行くことができる。
- 打吹山（倉吉市）- 倉吉市中心部にある山で、かつて打吹城を擁する要害だった。天女伝説があり、桜の名所打吹公園もある。
- 橋津海食崖（湯梨浜町） - 縄文海進によって形成された断崖で、海蝕洞も見られる。

### 渓谷・滝
- 小鹿渓（三朝町） - 三徳山南麓の渓谷。小鹿川の上流域にあたる。特殊な植物相と複雑な渓谷による国の名勝。
- 今滝（湯梨浜町） - 落差約44メートルの滝。鉢伏山に源流を持つ舎人川の上流。

### 湖

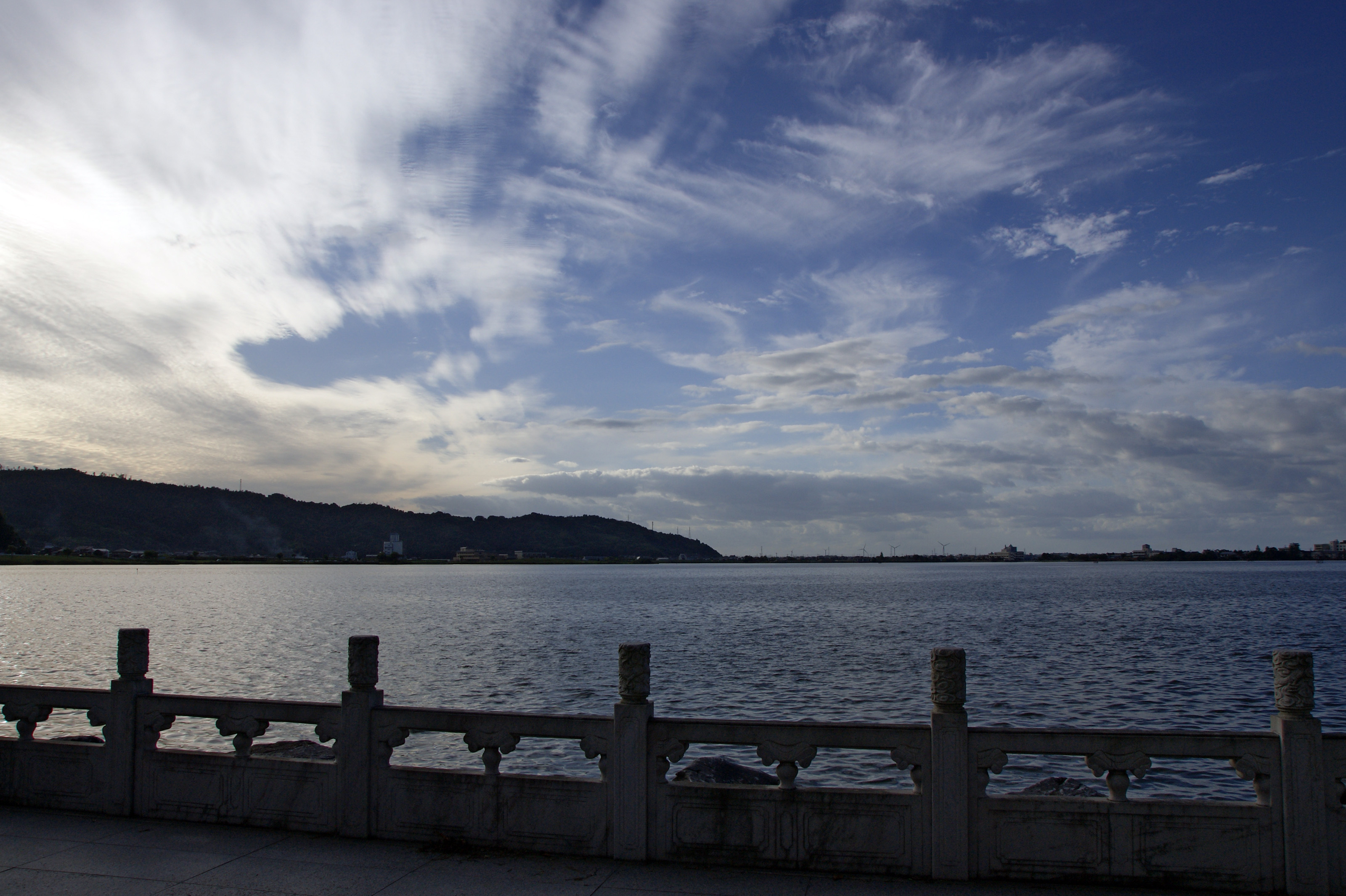
東郷池

- 東郷池（東郷湖）（湯梨浜町） - 砂丘によって海と隔てられた汽水湖。湖底から温泉が湧き、はわい温泉や東郷温泉が拓かれた。

### 史跡

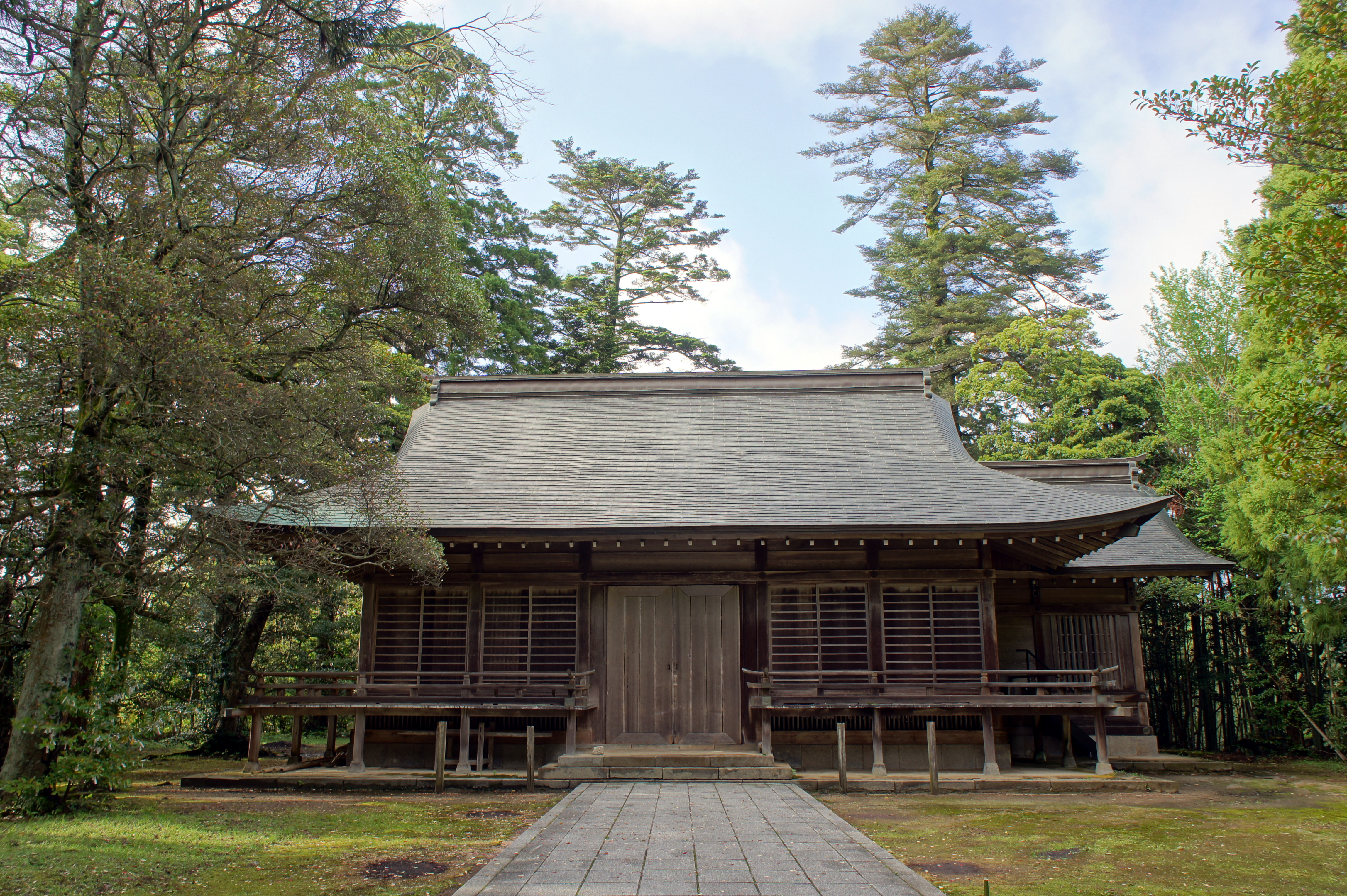
倭文神社

- 橋津古墳群（馬ノ山古墳群）（湯梨浜町） - 20基以上の古墳時代の前方後円墳や円墳からなる古墳群。国の史跡。
- 三仏寺（三朝町） - 三徳山にある古刹で、山号を三徳山という。山域全体が修行の地とされ、奥院の「投入堂」は国宝に指定されている。
- 倭文神社（湯梨浜町） - 伯耆国の一宮。境内の経塚からは康和5年（1103年）銘の銅経筒、銅造観音菩薩像などが出土し、一括して国宝に指定されている。
- 羽衣石城跡（湯梨浜町） - 中世に尼子氏や毛利氏と争って東伯耆を支配した南条氏の本拠地。県の史跡。
- 打吹城跡（倉吉市） - 室町時代の伯耆国守護だった山名氏の居城跡。

### 温泉
- 三朝温泉（三朝町） - 単純放射能泉（ラジウム泉）として世界屈指の温泉。
- はわい温泉（湯梨浜町） - 東郷池の西畔の温泉地。
- 東郷温泉（湯梨浜町） - 東郷池の東畔の温泉地。

### 観光地
- 打吹公園（倉吉市）- 打吹山にある公園。4000本の桜があり、花見の名所として知られる。